# Quercus similis
Quercus similis är en bokväxtart som beskrevs av William Willard Ashe. Quercus similis ingår i släktet ekar, och familjen bokväxter. Inga underarter finns listade i Catalogue of Life.